# Preiner-hágó
A Preiner-hágó, németül: Preiner Gscheid vagy Preiner Gschaid egy 1070 m magas, közúton járható hegyi hágó Alsó-Ausztria és Stájerország között, az Északi-Mészkőalpok hegyvonulat keleti részén. A Rax hegytömb déli falaiból kifutó, erdőkkel borított hegygerincet (An der Prein) keresztezi. Német–osztrák nevében a „Gscheid (Gschaid)” szó „határt, hágót, útelágazást” jelent. A kelet-nyugati fekvésű hágó útja a Semmering-hágón átvezető S6-os főúttal nagyjából párhuzamos irányú, de annál szűkebb, meredekebb, nehezebben járható. Alternatív közúti összeköttetést biztosít az alsó-ausztriai Gloggnitz és a stájerországi (Mürz-völgyi) Mürzzuschlag között.
Megjegyzés: A kiépített, közúton járható Preiner-hágót, mely a Rax déli oldalán, Prein község területén fekszik, a környező települések hasonló neve miatt néha összetévesztik a Rax északnyugati oldalán fekvő, 1134 m magas Gscheidlhöhe (röviden Gscheidl) nevű másik hágóval, amely az alsó-ausztriai Prein-völgyben Schwarzau im Gebirge község és a Mürz-völgyi Mürzsteg község Frein an der Mürz nevű része között biztosít összeköttetést, de a Gscheidl nem közúti hágó, középső szakasza csupán erdei földút és gyalogút, amelyen a 6. számú Osztrák Országos Túraútvonal, a Mariazell felé vezető Mariazellenweg vezet át.

## Fekvése
A Preiner-hágó a Rax–Schneeberg-hegycsoportban, a Rax déli lejtőjéből kiágazó erdős hegygerincen fekszik, az alsó-ausztriai Neunkircheni járás és a stájerországi Bruck-mürzzuschlagi járás határán. Vízválasztót képez egyfelől keleten a Schwarza folyóba ömlő Retten-patak és a Preiner-patak (Rettenbach, Preiner Bach), másfelől nyugaton a Mürz folyóba ömlő Raxen-patak (Raxenbach) között. A Rax-ból délnek kiágazó hegygerinc, amelyet a Preiner-hágó is keresztez, dél és délnyugat felé húzódik tovább, legmagasabb pontja az 1565 m magas Tratenkogel (vagy Drahtenkogel), a gerinc innen nyugati irányban, a Semmering-hágóig folytatódik.
A hágótetőn (és fölötte a Rax fennsíkján) át fut a középkor óta fennálló történelmi határvonal az Osztrák Hercegség és a Stájer Hercegség között. Ez a vonal ma a két osztrák szövetségi tartomány (Alsó-Ausztria és Stájerország) határát, közelebbről Reichenau an der Rax és a stájerországi Kapellen község közigazgatási határát képezi.

A Rax, Hirschwang, Preiner Gscheid, és a Semmering vidéke (az 1877-es katonai felmérés térképe)

## Közlekedése
A Preiner-hágó Bécstől 110 km-re található. A Rax-hegységet keleti irányból, Alsó-Ausztria felől az S6. számú Semmering-autóúton vagy a B17-es számú szövetségi főúton érdemes megközelíteni. Gloggnitz-tól kell áttérni a B27-es szövetségi főútra (Höllentaler Bundesstraße). Erről Reichenau an der Rax üdülőhely és Hirschwang község között kell balra letérni Prein an der Rax irányában, a hágó útjára, az L135 számú alsó-ausztriai tartományi aszfaltútra. Ez Reichenautól (Edlach és Dörfl községeken keresztül) a Preiner-patak (Preinerbach) völgyében vezet felfelé Prein an der Rax községig, innen a Sonnleiten nevű, délre néző „napos hegyoldalon” halad, majd kanyargós szerpentinúton kapaszkodik fel a Preiner-hágóba. (Reichenautól a hágóig kb 14 km). Az út maximális meredeksége 11%.
A nyugati oldalon az L103 számú stájerországi tartományi aszfaltút kezdődik, mely az 1128 m magas Raxen nevű hegy északi lejtőjén, a Raxen-patak (Raxenbach) völgyében (Raxental) ereszkedik Kapellen községig (a hágótól idáig 10 km), itt becsatlakozik a B23. számú szövetségi főútba (Lahnsattelstraße). Ez észak felé a neubergi apátsághoz és Mürzstegbe (innen tovább északnak a Lahn-hágóba vezet), déli irányban pedig lefelé a Mürz-völgyi Mürzzuschlagba (a hágótól idáig 18 km). Itt rá lehet csatlakozni az S6-os Semmering-autóútra (Semmering Schnellstraße).

## Kirándulás, sport

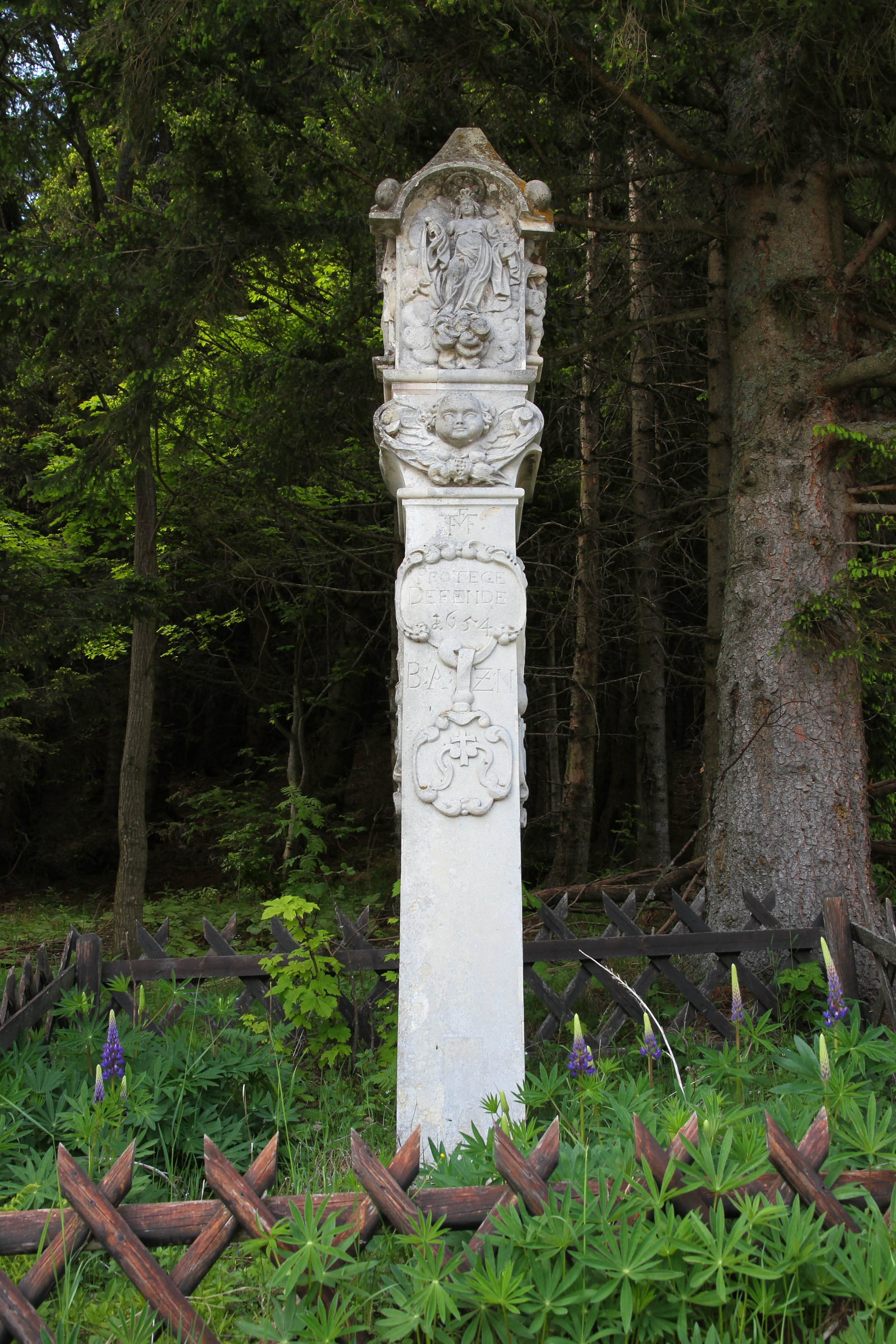
Mária-oszlop a hágóban

A hágótetőn, az Edelweißhütte turistaház és étterem mellett autóparkoló is található. Innen indulnak a Raxra vezető túraösvények. A közelben, 1070 m magasságban áll egy kőből faragott, Mária-szentképpel díszített régi jelzőoszlop (Bildstock) Felirata szerint ezt Balthasar Huebmann, a közeli (stájerországi) Neubergben működő ciszterci apátság (Stift Neuberg) apátja állíttatta fel 1654-ben, hogy határjelzőként szolgáljon az Osztrák Hercegség és a Stájer Hercegség között. Az oszlopra Neuberg címerét is rávésték. Az oszlop szerepel az osztrák Szövetségi Műemlékvédelmi Hivatal (Bundesdenkmalamt, BDA) listáján, 33250. szám alatt.
A Preiner-hágó számos túraút találkozópontja, több jelzett túraösvény kiinduló helye. Áthalad rajta többek között a leghosszabb Európai Hosszútávú Vándorút, az E4. számú, melynek Rax-hegyi szakasza itt kezdődik. A Preiner-hágóból elérhető turistaházak és magashegyi menedékházak a Rax-fennsík déli felén:
- Waxriegelhaus turistaház (a hágóból kb. 1 óra gyalogút),
- Karl-Ludwig-Haus menedékház, kb. 2 óra gyalogút a kanyargós Schlangenweg-en („Kígyóösvény”-en). Ez az ösvény a Rax déli falaira felhúzódó gerinc élén halad. Tőle nyugatra a meredek Preinerwand sziklafal, keleten egy széles törmelékkatlan emelkedik. A Karl-Ludwig menedékháztól nyugat felé, a fennsíkon át rövid menettel elérhető a Rax legmagasabb kiemelkedése, a 2007 m magas Heukuppe („szénaboglya”), vagy kelet felé, a törmelékkatlan peremén haladva az 1902 m magas Predigtstuhl (Prédikálószék) csúcsa.
- Seehütte (régi nevén Höllentaler Holzknechthütte) menedékház, 1634 m magasságban, a Göbl-Kühn-Steig nevű úton, kb. 2 óra gyalogút.

Dél-délnyugat felé, a Raxen-patak völgyének déli oldalát záró Große Scheibe-hegy (1473 m) menedékháza, a Scheibenhütte a Preiner-hágó tetejétől 5 km-re fekszik, a hágótól jelzett túraút visz oda.
Télen a sítúrázók a Preiner-hágóból indulva kapaszkodhatnak fel a Rax-fennsíkra, egyenesen a Karlgraben árkon át (vagy a Schlangenweg kanyarjait követve), a Prédikálószék-nyergen (Predikgtstuhlsattel) át a Heukuppéra vezető sítúrautat.